# Flybombe
Flybomber er betegnelsen for bomber, der nedkastes fra fly.
Præcisionen afhænger i sidste tilfælde enten af bombesigtet eller af bombens aktive styreflader, såfremt det er en præcisionsbombe (eng. smart bomb), fx LGB (Laser Guided Bomb).
LGB'ere ledes af sit søgehoved mod målet, og det forudsætter, at målet er belyst (tagged) med en laserstråle fra en person på jorden eller fra et fly. 

## Eksempler
- Fritfaldsbomber (gravity bombs):
  - BLU-82
  - Massive Ordnance Air Blast bomb
  - Klyngebombe
  - Brandbombe
- Præcisionsbomber (smart bombs):
  - Laserstyrede bomber[1]
    - GBU-28 Penetrator

  - GPS-styrede bomber[1]
    - JDAM (Joint Direct Attack Munition)